# Herz Ármin
Herz Ármin (Arad, 1832 – Budapest, 1916. február 24.) szalámigyáros

## Életpályája és munkássága
Herz József és Fischl Borbála gyermekeként született. Hajózási vállalkozóként olasz mesterektől leste el a szalámi gyártásának fortélyait, majd hazatérése után, 1888-ban gyárat alapított. Az éghajlat és a társadalmi adottságok gondos tanulmányozása után Budapestre, a Duna közvetlen közelébe telepítette gyárát, kihasználva a folyó által biztosított speciális klímát, s a lendületes fejlődésnek induló főváros adta lehetőségeket.
Herz számításai beváltak, amit mi sem bizonyít jobban, mint hogy a nemespenésszel borított téliszalámi rövid idő alatt sikertermékké vált, s az 1896-os Millenniumi Kiállításon Nagydíjat nyert. 1900-ban a téliszalámi a Párizsi Világkiállításon is Nagydíjat kapott, sőt még az Európai Unióban is az ún. Oltalom alatt álló földrajzi jelzés eredetvédelem alatt áll (Budapesti téliszalámi néven).
Sírja a Salgótarjáni utcai zsidó temetőben található.

## Magánélete
Felesége Sauer Karolina (1836–1922) volt, Sauer József (1807–1898) magánzó és Burger Júlia (1809–1902) lánya. 1857. szeptember 1-jén Miskolcon kötöttek házasságot.
Gyermekeik:
- Herz Lajos (1858–1931), házastársa: Brüll Irén
- Herz Anna (1861–1938),[3] házastársa: Oppenheim Emil (1852-1915) borkereskedő
- Herbert (Herz) Győző (1862–1942), 2. házastársa: Tribler Sarolta[4]

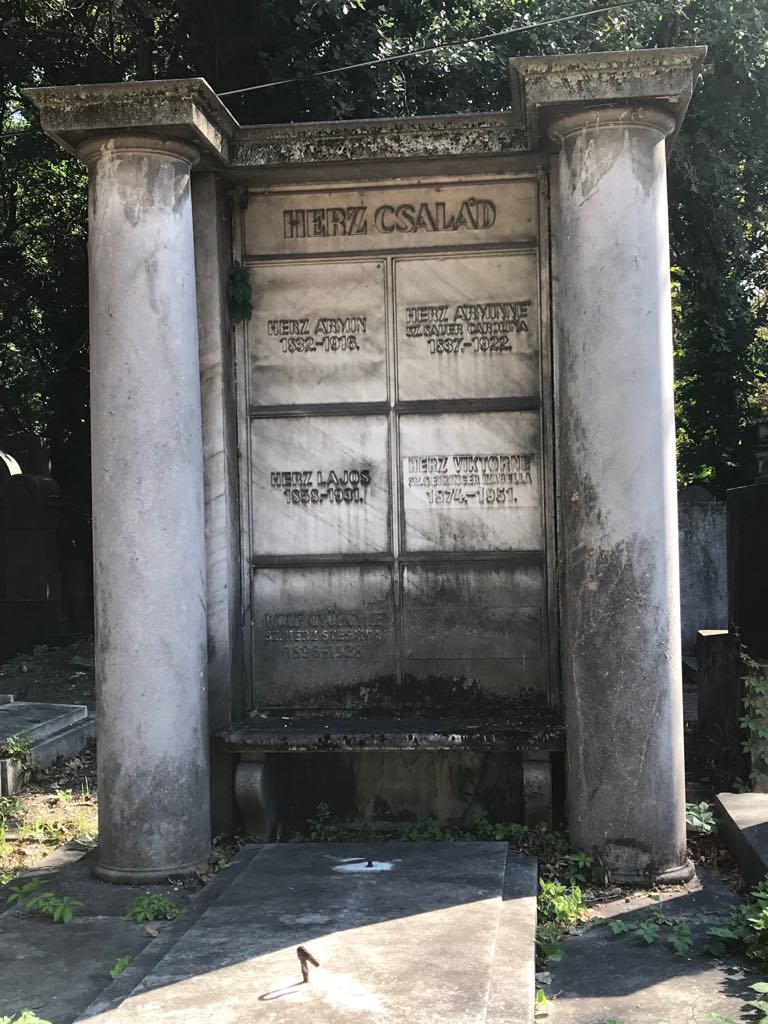
A Herz család mauzóleuma a Salgótarján utcai zsidó temetőben (2019)